# Futebolista do Ano da Primeira Liga
O Jogador do Ano da Primeira Liga da Liga Portuguesa do Futebol Profissional (também chamado Jogador do Ano da Primeira Liga LPFP, o Jogador do Ano da Primeira Liga ou simplesmente o Jogador do Ano) é um prémio anual dado ao jogador que é escolhido como o melhor do ano na Primeira Liga.
O prémio é concedido oficialmente desde 2006, tendo como primeiro jogador vencedor Ricardo Quaresma. O primeiro jogador não português a ganhar o título foi Lisandro López em 2008. Hulk tornou-se o primeiro jogador a ganhar o prémio duas vezes em 2011 e 2012. Também Jonas e Bruno Fernandes alcançaram esse feito. O mais recente vencedor foi Victor Gyökeres, avançado do Sporting CP.

## Vencedores

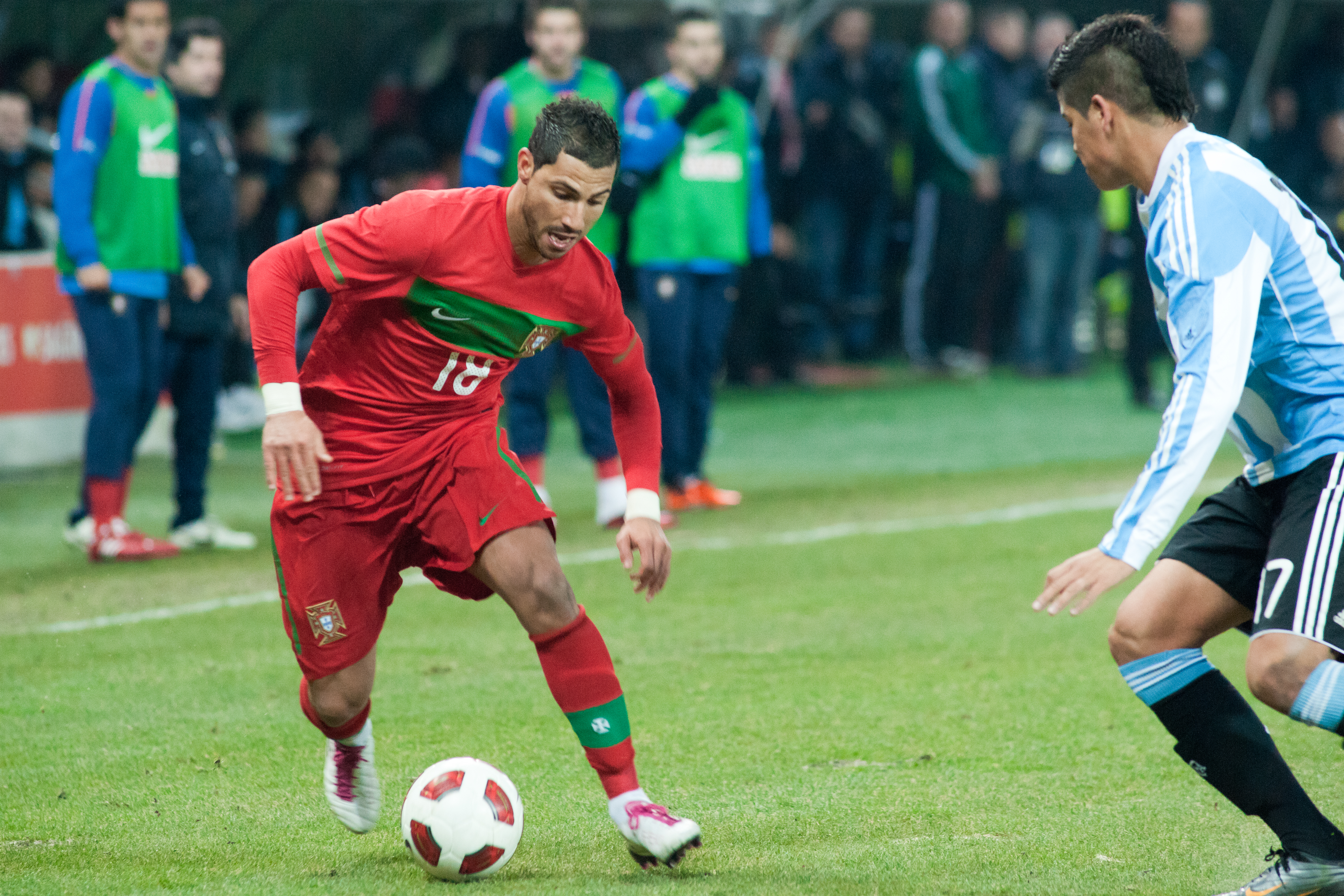
Ricardo Quaresma venceu o primeiro prémio em 2006.

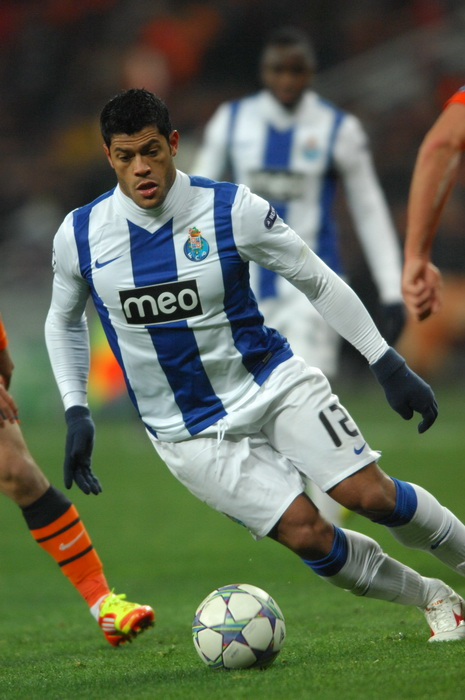
Hulk tornou-se o quarto jogador do FC Porto a ganhar o prémio em 2011 e o primeiro a ganhar duas vezes em 2011 e 2012.

### Lista dos vencedores
| Temporada | Jogador             | País      | Clube       | Posição  | Ref.   | Notas      |
| --------- | ------------------- | --------- | ----------- | -------- | ------ | ---------- |
| 2005–06   | Ricardo Quaresma    | Portugal  | FC Porto    | Médio    | [ 1 ]  |            |
| 2006–07   | Simão Sabrosa       | Portugal  | SL Benfica  | Médio    | [ 2 ]  |            |
| 2007–08   | Lisandro López      | Argentina | FC Porto    | Avançado | [ 3 ]  | [ nota 1 ] |
| 2008–09   | Bruno Alves         | Portugal  | FC Porto    | Defesa   | [ 4 ]  |            |
| 2009–10   | David Luiz          | Brasil    | SL Benfica  | Defesa   | [ 5 ]  |            |
| 2010–11   | Hulk                | Brasil    | FC Porto    | Avançado | [ 6 ]  |            |
| 2011–12   | Hulk                | Brasil    | FC Porto    | Avançado | [ 7 ]  | [ nota 2 ] |
| 2012–13   | Nemanja Matić       | Sérvia    | SL Benfica  | Médio    | [ 8 ]  |            |
| 2013–14   | Enzo Pérez          | Argentina | SL Benfica  | Médio    | [ 9 ]  |            |
| 2014–15   | Jonas               | Brasil    | SL Benfica  | Avançado | [ 10 ] |            |
| 2015–16   | Jonas               | Brasil    | SL Benfica  | Avançado | [ 11 ] |            |
| 2016–17   | Pizzi               | Portugal  | SL Benfica  | Médio    | [ 12 ] |            |
| 2017–18   | Bruno Fernandes     | Portugal  | Sporting CP | Médio    | [ 13 ] |            |
| 2018–19   | Bruno Fernandes     | Portugal  | Sporting CP | Médio    | [ 14 ] |            |
| 2019–20   | Jesús Manuel Corona | México    | FC Porto    | Avançado | [ 15 ] |            |
| 2020–21   | Sebastián Coates    | Uruguai   | Sporting CP | Defesa   | [ 16 ] |            |
| 2021–22   | Darwin Núñez        | Uruguai   | SL Benfica  | Avançado | [ 17 ] |            |
| 2022–23   | Otávio              | Portugal  | FC Porto    | Médio    | [ 18 ] |            |
| 2023–24   | Victor Gyökeres     | Suécia    | Sporting CP | Avançado | [ 19 ] |            |

### Divisão dos vencedores

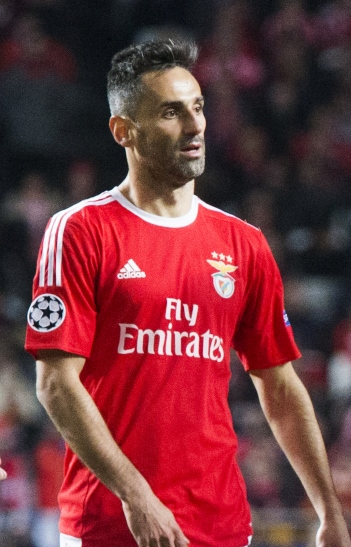
Jonas ganhou 2 vezes consecutivas, em 2015 e 2016 a serviço do SL Benfica

Por país
| Pos. | País      | Vitórias | Ano(s)                                   |
| ---- | --------- | -------- | ---------------------------------------- |
| 1    | Portugal  | 7        | 2006, 2007, 2009, 2017, 2018, 2019, 2023 |
| 2    | Brasil    | 5        | 2010, 2011, 2012, 2015, 2016             |
| 3    | Argentina | 2        | 2008, 2014                               |
| –    | Uruguai   | 2        | 2021, 2022                               |
| 5    | Sérvia    | 1        | 2013                                     |
| –    | México    | 1        | 2020                                     |
| –    | Suécia    | 1        | 2024                                     |

Por clube
| # | Clube       | Vitórias | Ano(s)                                         |
| - | ----------- | -------- | ---------------------------------------------- |
| 1 | SL Benfica  | 8        | 2007, 2010, 2013, 2014, 2015, 2016, 2017, 2022 |
| 2 | FC Porto    | 7        | 2006, 2008, 2009, 2011, 2012, 2020, 2023       |
| 3 | Sporting CP | 4        | 2018, 2019, 2021, 2024                         |

Por posição
| # | Posição  | Vitórias | Ano(s)                                         |
| - | -------- | -------- | ---------------------------------------------- |
| 1 | Médio    | 8        | 2006, 2007, 2013, 2014, 2017, 2018, 2019, 2023 |
| 2 | Avançado | 8        | 2008, 2011, 2012, 2015, 2016, 2020, 2022, 2024 |
| 3 | Defesa   | 3        | 2009, 2010, 2021                               |